# Бабець малоротий
Бабець малоротий (Cottus microstomus) — риба з роду бабців, родини Бабцевих. Зустрічається у басейні річки Дністер (басейн Чорного моря), Одри та Вісли (басейн Балтійського моря), також у східній частині Фінської затоки. Прісноводна демерсальна риба до 10,1 см довжиною.